# Thirty Seconds to Mars
Thirty Seconds to Mars é uma banda estadunidense de rock alternativo formada em 1998 em Los Angeles, Califórnia. Em 2002 foi lançado o álbum de estreia da banda intitulado 30 Seconds to Mars. O álbum, produzido apenas pelos dois irmãos Jared Leto e Shannon Leto vendeu dois milhões de cópias no mundo. Pouco antes do lançamento do álbum, Matt Wachter e Solon Bixler se juntaram à banda. Algum tempo depois, Solon desligou-se do quarteto e em seu lugar entrou Tomo Miličević (2003) com essa formação a banda lançou o álbum A Beautiful Lie (2005). Em 2007 Matt Wachter deixou a banda fechando a atual formação, desde então a banda lançou o álbum This is War (2009) e Love Lust Faith + Dreams (2013).

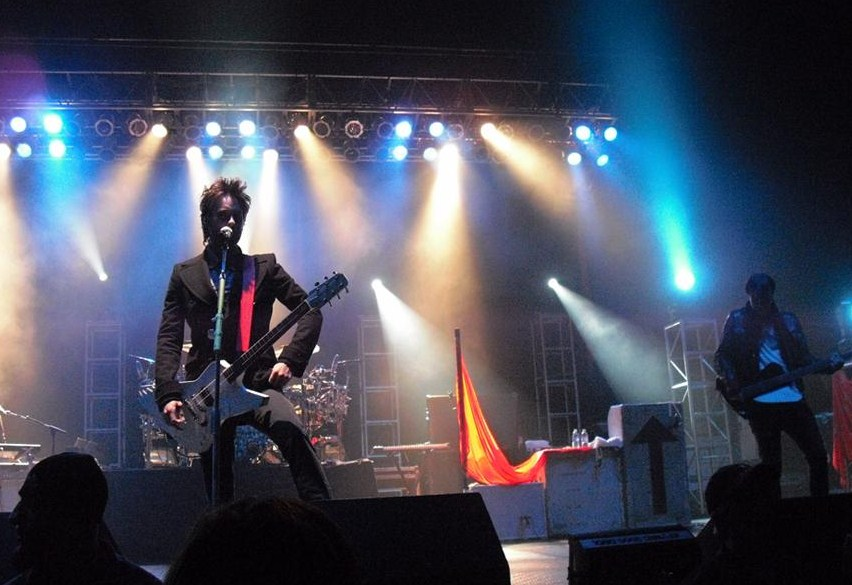
30 Seconds to Mars se apresentando em Houston, Texas, em 2010.

## História

### 1998-2003: formações e30 Seconds to Mars
Formada em 1998 pelos irmãos Jared e Shannon Leto, a banda 30 Seconds to Mars, com influências de bandas como Pink Floyd, Kiss e Alice Cooper, lançou seu primeiro disco em 2002, intitulado 30 Seconds to Mars. O álbum, produzido apenas pelos dois irmãos, vendeu mais de 750 mil cópias em todo o mundo, apesar de seus dois singles, "Capricorn" e "Edge Of The Earth" terem conseguido apenas desempenhos regulares nas rádios americanas.
Pouco antes do lançamento do disco, Matt Wachter e Solon Bixler se juntaram à banda. Algum tempo depois, Solon desligou-se do quarteto e em seu lugar entrou Tomo Miličević, amigo de Shannon e fã confesso do 30 Seconds to Mars.
O nome da banda foi retirado de uma tese que defendia que estamos literalmente a 30 segundos de Marte e é inspirado no mundo contemporâneo, sugerindo que estaríamos a alguns segundos para escapar desse ar mundano. Marte sempre foi uma imagem iconográfica, por ser um planeta próximo do Deus Romano da Guerra.

### 2004-2008:A Beautiful Lie
Durante uma turnê pela África do Sul no fim de 2003, Jared Leto escreveu 40 canções para o 30 Seconds to Mars, das quais 12 foram escolhidas para integrar o repertório do segundo disco da banda, "A Beautiful Lie", lançado em agosto de 2005. O álbum foi gravado em 5 continentes diferentes. "No primeiro CD, nós criamos um mundo e escondemo-nos por trás dele." disse Jared. "Com A Beautiful Lie, era hora de cuidar um pouco mais dos assuntos pessoais. [...] fala sobre brutalidade, honestidade, o crescer e o amadurecer de cada um, mudança. Uma viagem emocional, a história da vida, amor, morte, dor, alegria e paixão. O single "From Yesterday" e as músicas "Savior" e "The Battle of One", que integram o disco, foram as únicas escritas pelo resto da banda. O álbum também contém "Hunter", uma canção cover de Björk.

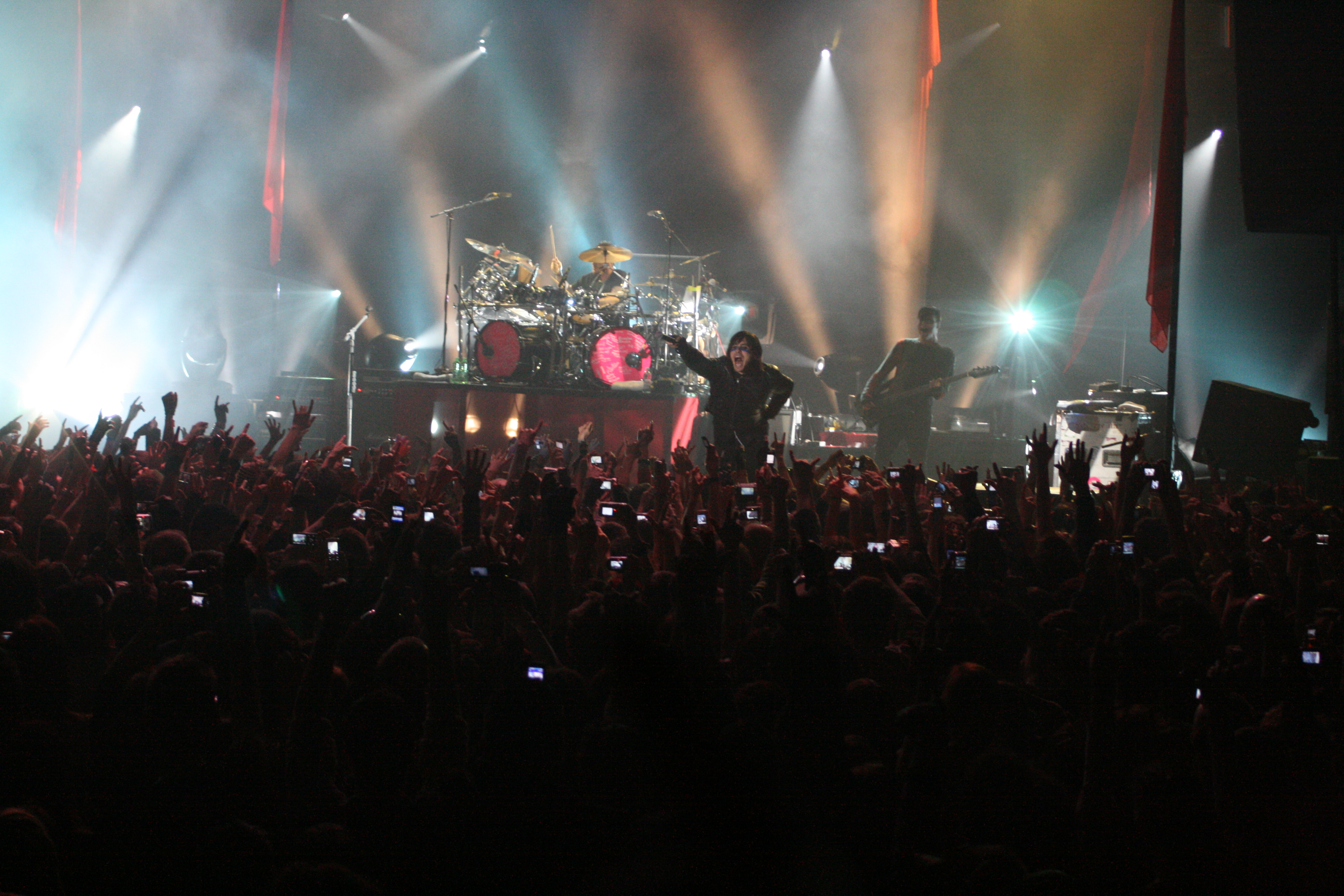
A banda se apresentando em Milan, fevereiro de 2008.

Produzido por Josh Abraham e os integrantes do 30 Seconds to Mars, A Beautiful Lie foi um grande sucesso, vendendo cerca de 4 milhões de cópias ao redor do mundo e chamando a atenção de público e crítica. Os singles "The Kill" e "From Yesterday" viram  em todo o mundo.
Para o primeiro show do 30 Seconds to Mars no Brasil, realizado no Tom Brasil, em São Paulo, em Outubro de 2007, o vocalista Jared Leto solicitou dois acessórios inusitados em sua lista de exigências para uma entrevista com os fãs: luvas de látex e vitamina C, causando polêmica e chamando a atenção da mídia. O grupo se justificou explicando que as luvas de látex são usadas pelos membros da banda, pois as canetas que utilizam para dar autógrafos são de tinta permanente. Já a vitamina C faria parte de um tratamento de Jared Leto, que contraiu uma doença chamada gota após ter engordado 30 quilos para o filme Capítulo 27, e depois ter perdido tudo em apenas 7 semanas.
Em novembro do mesmo ano a banda ganhou o seu primeiro MTV Europe Music Awards na categoria "Rock Out", concorrendo com My Chemical Romance, Linkin Park, Fall Out Boy e Evanescence.
Em 15 de Fevereiro de 2008, o grupo estreou em solo português, em um show com ingressos completamente esgotados no Coliseu dos Recreios, em Lisboa, no qual a banda Qwentin foi responsável pela abertura.
Em 16 de Dezembro de 2010, o 30 Seconds To Mars deu seu terceiro show em Portugal, no Pavilhão Atlântico, em Lisboa, em concerto aberto pelo grupo More Than a Thousand. Apesar dos iniciais problemas de som, o espectáculo decorreu com toda a sumptuosidade a que a banda nos habituou.
Ainda em 2008, a banda voltou a ser assunto na mídia quando foram processados em 30 milhões de dólares por sua gravadora Virgin Records, por quebra de contrato de 9 anos e lançamento de outros 3 CDs. O segundo álbum do grupo contou com o envolvimento do produtor Josh Abraham e foi lançado em agosto de 2005 pela gravadora Virgin Records. O sucesso dos singles "Attack", em 2005 "The Kill", "From Yesterday" em 2006 e "A Beautiful Lie" em 2007 levou o disco à 36ª posição no chart da revista Billboard, permanecendo na lista de 200 álbuns mais vendidos por 74 semanas. E vendeu 4 milhões de cópias no mundo sendo 1.2 milhão nos Estados Unidos onde foi certificado como disco de platina. Também foi certificado como disco de ouro na Austrália, Alemanha, África do Sul, Canadá. E como disco de platina na Italia e Reino Unido.

### 2009-2012:This Is War
Em dezembro de 2009, a banda lançou o seu terceiro álbum, This Is War. Atualmente a banda finalizou a Into The Wild Tour, que foi a turnê mundial para promover este álbum. Em 16 de Dezembro de 2010, os 30 Seconds To Mars deram o seu terceiro show em Portugal, no Pavilhão Atlântico, em Lisboa, pela promotora Everything Is New, contando com a presença de cerca de 18 mil fãs.

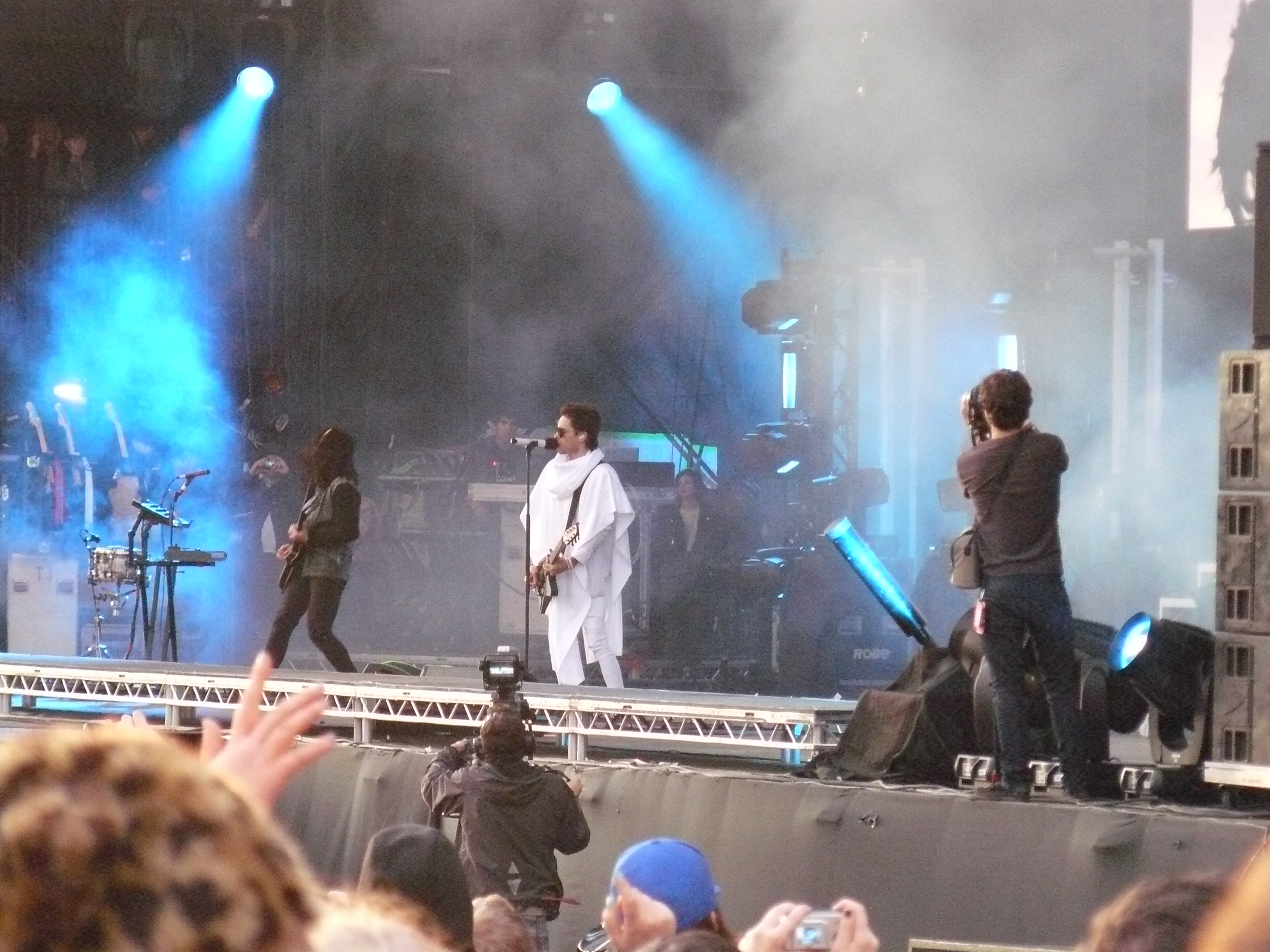
O grupo se apresentando em 2011

This Is War é o terceiro álbum de estúdio da banda 30 Seconds to Mars, que foi lançado em 8 de dezembro nos Estados Unidos e 7 de dezembro no Reino Unido. This Is War foi o primeiro álbum de estúdio em quatro anos desde A Beautiful Lie, lançado em 2005, teve estreia na 19ª posição da billboard 200. Esse álbum inovador teve não só uma capa, mas sim 2000 capas com imagens diferentes, de fotos enviadas por fãs.
O primeiro single deste CD é "Kings and Queens", (2009) seguido de "Closer to the Edge" e o polêmico "Hurricane", em 2010 e "This Is War", em 2011. Em 12 de setembro de 2010 a banda ganhou seu segundo MTV Video Music Award na categoria melhor vídeo rock por Kings & Queens e em 7 de novembro do mesmo ano ganhou seu quarto EMA na categoria melhor artista rock se tornado junto com artistas como Madonna e Lady Gaga o quarto artista que mais ganhou o prêmio. O álbum já vendeu 2 milhões de cópias no mundo e foi certificado como disco de ouro na Alemanha, África do Sul, Áustria, Austrália, Brasil, Bélgica, e Estados Unidos. Também foi certificado como disco de platina no Reino Unido e 2x platina em Portugal.

### 2013-2015:Love, Lust, Faith and Dreams

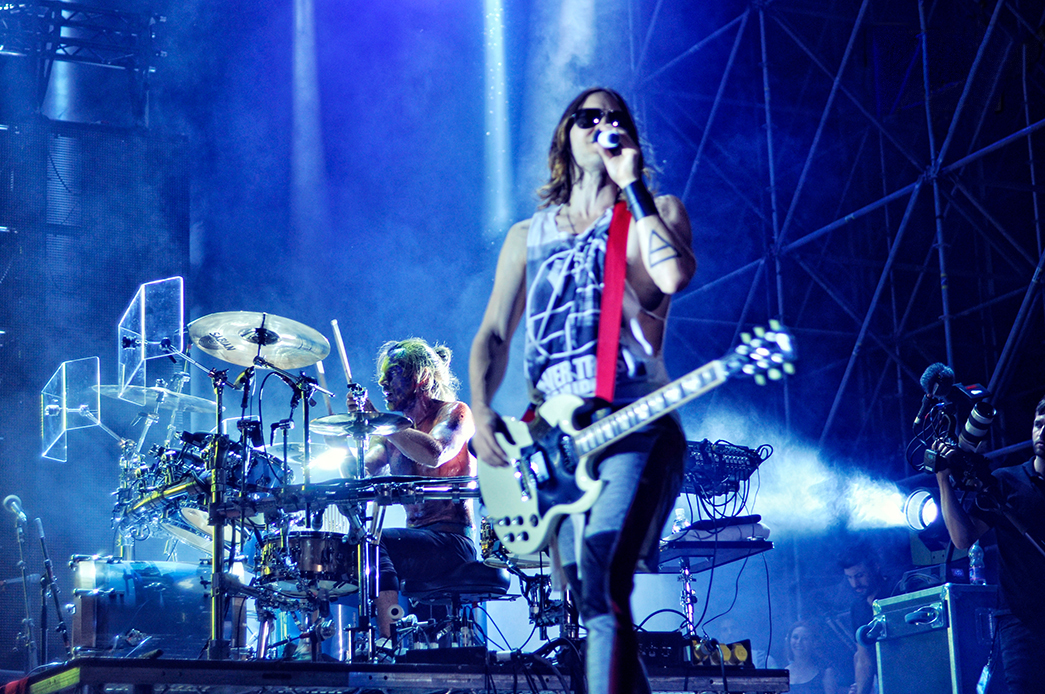
A banda se apresentando em 2013

O primeiro single "Up in the Air" foi lançado no dia 18 de Março de 2013 (e seu clipe lançado em 19 de Abril de 2013) como o single de estréia do quarto disco Love, Lust, Faith and Dreams. Jared Leto falou que este disco é um material mais evoluído, melhor e poderoso, dizendo também para a BBC1 Radio que é "uma transformação completa para nós e certamente será a melhor coisa que já fizemos até hoje". O sucessor do álbum This Is War está sendo gravado em diversos lugares, com sessões acontecendo na Ásia, Europa e América do Norte. A banda confirmou presença no Download Festival ao lado de Queens Of The Stone Age, Alice In Chains e Motörhead. Tocaram também no Rock in Rio 2013, na mesma noite da banda Muse e também Florence + The Machine. O álbum foi oficialmente lançado no dia 21 de maio de 2013.[carece de fontes?]
A 5 de agosto de 2013 foi lançado o segundo single da banda, Do or Die, este foi gravado ao longo da tourné de verão, que terminou a 20 de julho, com um concerto no Festival Marés Vivas, no Porto.
No dia 29 de outubro lançaram o terceiro single de "Love, Lust, Faith and Dreams", que contou com presenças de várias celebridades, como James Franco, Kanye West, Olivia Wilde, entre outros, no videoclip. Nesse mesmo dia os 30 Seconds To Mars deram o sexto show em Portugal, no Pavilhão Atlântico, com abertura da banda You Me At Six.

### 2016-presente:America
Em 3 de novembro de 2015, foi anunciado que o Thirty Seconds to Mars estavam trabalhando no seu quinto álbum de estúdio, que seria lançado pela Interscope Records. Em agosto de 2017, a canção "Walk on Water" foi lançado como o primeiro single do novo trabalho.
Em 6 de abril de 2018, a banda lançou seu quinto álbum, intitulado America. Logo em seguida, saíram em turnê para divulgação. Durante esta turnê, intitulada The Monolith Tour, o guitarrista Tomo Miličević anunciou que estava se afastando da banda por um tempo por motivos pessoais. Dia 11 de Junho de 2018, Tomo anunciou a sua saída definitiva da banda.

## Características

### Logotipo

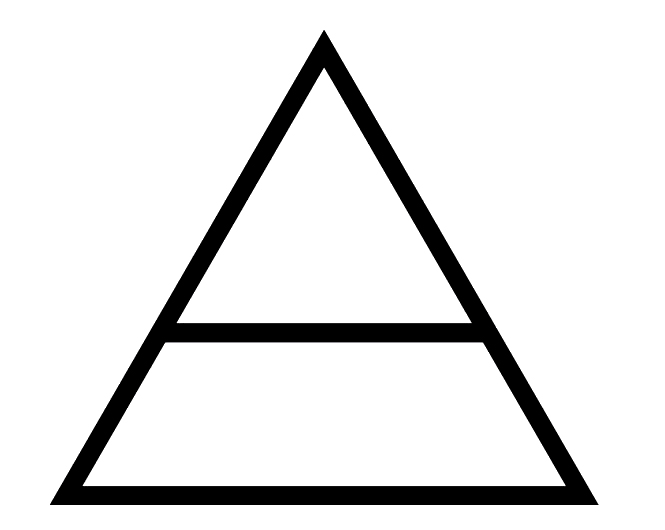
Triad

O logotipo da banda é uma fênix (que a banda chama de "Mithra") e traz a frase "Provehito in altum", o lema da banda, que traduzindo do latim é Ir adiante para o infinito, seria como uma meta que você faria de tudo para alcança-la. O logotipo foi utilizado principalmente para a promoção do álbum de estréia da banda, enquanto que para o A Beautiful Lie, o logotipo é composto por três caveiras e três setas apontando para o centro, junto com o nome da banda e o lema. Com o lançamento de This Is War, 30 Seconds to Mars lançou um novo logotipo, conhecido como a Triad, que é o simbolo mistico do elemento do ar. O Elemento Ar pode ser comparado à função pensamento, caracterizado pela capacidade de tomar decisões objetivas, lógicas e coerentes. 

### Símbolos

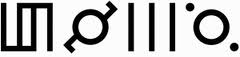
Glyphics

Os Glyphics (provavelmente representam o nome da banda,o primeiro símbolo significaria 30 (Thirty), o segundo símbolo ponteiros de um relógio significando segundos (Seconds), o terceiro símbolo um numeral romano invertido que seria o 2 que em inglês ficaria "two" (A fonética de two se assemelha a To), o quarto símbolo é o desenho de Marte, e suas duas luas, Phobos e Deimos (Mars). Mas essa teoria ainda não foi confirmada. Já perguntaram incansavelmente aos integrantes da banda, mas eles se recusam a responder. A seta é a representação gráfica para a frase Provehito In Altum. Ela significa: Honra, justiça, liderança e autoridade, análise, racionalidade, diferenciando a verdade da mentira, auto sacrifício, vitória e sucesso, entre outras coisas.

Provehito In Altum

### Echelon
A palavra Echelon, é um termo militar. Echelon significa “atacar em ondas”. Foi usado por Napoleão nas Guerras Napoleônicas. No caso da banda, Echelon é o grupo de fãs que ajuda-os a passar a palavra da banda para frente, ajuda a trazer amigos para os shows, telefonando para estações de rádio local pedindo músicas da banda, colocando cartazes, postagem em fóruns da banda ou quadros de avisos relacionados online, votando para a banda em indicações a prêmios oficiais, mantendo os sites dedicados à banda. Echelon é também o nome de uma de suas canções em seu álbum de estréia, 30 Seconds to Mars. No que diz respeito ao Echelon, Jared Leto disse o seguinte:
| “ | Algumas pessoas perguntam-nos se este é um culto, eu digo isto: É algo especial. Não é para todos, é apenas para aqueles que entendem. | ” |

## Integrantes
Integrantes atuais
- Jared Leto — Vocal, guitarra, guitarra acústica (1998–presente)
- Shannon Leto — Bateria, guitarra acústica, percussão (1998–presente)

Ex-integrantes
- Solon Bixler — Guitarra (2001-2003)
- Matt Wachter — Baixo, sintetizador/teclado (2001–2007)
- Tomo Miličević — Guitarra, violino, sintetizador/teclado, guitarra acústica (2003–2018)

Integrantes de turnê
- Kevin Drake — Guitarra (2001-2002)
- Tim Kelleher — Baixo, sintetizador/teclado (2007- 2012)
- Braxton Olita — Guitarra rítmica, sintetizador/teclado (2009-2011)
- Stephen "Stevie" Aiello - Baixo, teclado (2013 - Presente)

## Discografia
Álbuns de estúdio
- 30 Seconds to Mars (2002)
- A Beautiful Lie (2005)
- This Is War (2009)
- Love, Lust, Faith and Dreams (2013)
- America (2018)
- It's the End of the World but It's a Beautiful Day (2023)

## Prêmios e indicações
| Ano  | Prêmio                        | Trabalho           | Categoria                          | Resultado |
| ---- | ----------------------------- | ------------------ | ---------------------------------- | --------- |
| 2006 | MTV Video Music Awards        | "The Kill"         | Melhor Clipe Rock                  | Indicado  |
| 2006 | MTV Video Music Awards        | "The Kill"         | Clipe Favorito da MTV2             | Venceu    |
| 2006 | Grammy Pull Down              | "The Kill"         | Melhor Clipe Inspirado em um Filme | Venceu    |
| 2006 | MTV U Woodie Awards           | "The Kill"         | Melhor Apresentação Ao Vivo        | Venceu    |
| 2007 | Kerrang! Awards               | "The Kill"         | Melhor Single                      | Venceu    |
| 2007 | Kerrang! Awards               | 30 Seconds To Mars | Artista Revelação Internacional    | Indicado  |
| 2007 | TRL Awards                    | 30 Seconds To Mars | Artista Revelação                  | Venceu    |
| 2007 | MTV Europe Music Awards       | 30 Seconds To Mars | Rock Out                           | Venceu    |
| 2007 | Grammy Pull Down              | 30 Seconds To Mars | Artista do Ano                     | Venceu    |
| 2007 | Teen Choice Awards            | 30 Seconds To Mars | Melhor Banda Rock                  | Indicado  |
| 2007 | MTV Video Music Awards        | A Beautiful Lie    | Melhor Clipe Rock                  | Venceu    |
| 2007 | MTV Video Music Awards        | A Beautiful Lie    | Clipe do Ano                       | Indicado  |
| 2007 | Los Premios MTV Latinoamérica | A Beautiful Lie    | Melhor Clipe Internacional         | Venceu    |
| 2007 | Los Premios MTV Latinoamérica | 30 Seconds To Mars | Melhor Artista Rock Internacional  | Venceu    |
| 2008 | MTV Asia Awards               | A Beautiful Lie    | Clipe do Ano                       | Venceu    |
| 2008 | MTV Europe Music Awards       | A Beautiful Lie    | Clipe do Ano                       | Venceu    |
| 2008 | Bandit Rock Awards            | 30 Seconds To Mars | Artista Revelação Internacional    | Venceu    |
| 2008 | Kerrang! Awards               | 30 Seconds To Mars | Melhor Banda Internacional         | Venceu    |
| 2008 | Kerrang! Awards               | "From Yesterday"   | Melhor Single                      | Venceu    |
| 2008 | Los Premios MTV Latinoamérica | 30 Seconds To Mars | Melhor Artista Rock Internacional  | Venceu    |
| 2008 | MTV Europe Music Awards       | 30 Seconds To Mars | Rock Out                           | Venceu    |
| 2010 | Kerrang! Awards               | 30 Seconds To Mars | Melhor Banda Internacional         | Venceu    |
| 2010 | MTV Video Music Awards        | "Kings and Queens" | Clipe do Ano                       | Indicado  |
| 2010 | MTV Video Music Awards        | "Kings and Queens" | Melhor Clipe Rock                  | Venceu    |
| 2010 | MTV Europe Music Awards       | "Kings and Queens" | Melhor Música                      | Indicado  |
| 2010 | MTV Europe Music Awards       | 30 Seconds To Mars | Melhor Artista Rock                | Venceu    |
| 2010 | Teen Choice Awards            | 30 Seconds To Mars | Melhor Banda Rock                  | Indicado  |
| 2011 | Kerrang! Awards               | 30 Seconds To Mars | Melhor Banda Internacional         | Venceu    |
| 2011 | Kerrang! Awards               | "Hurricane"        | Melhor Single                      | Venceu    |
| 2011 | MTV Video Music Awards        | "Hurricane"        | Melhor Direção de Arte             | Indicado  |
| 2011 | MTV Video Music Awards        | "Hurricane"        | Melhor Cinematografia              | Indicado  |
| 2011 | Teen Choice Awards            | 30 Seconds To Mars | Melhor Banda Rock                  | Venceu    |
| 2011 | MTV Europe Music Awards       | 30 Seconds To Mars | Melhor Artista Alternativo         | Venceu    |
| 2011 | MTV Europe Music Awards       | 30 Seconds To Mars | Melhor Concerto no World Stage     | Venceu    |
| 2011 | MTV Europe Music Awards       | 30 Seconds To Mars | Melhores Fans                      | Indicado  |
| 2013 | MTV Video Music Awards        | "Up in the Air"    | Melhor Clipe Rock                  | Venceu    |
| 2013 | MTV Europe Music Awards       | "Up in the Air"    | Melhor banda alternativa           | Venceu    |